# Luz Martínez Ten
Luz Martínez Ten  (Madrid, 1960) es una psicopedagoga y sindicalista española, feminista especialista en interculturalidad, coeducación y políticas de igualdad.  Desde mayo de 2015 es Secretaria de la Mujer y Políticas Sociales de la nueva Federación de Empleadas y Empleados de los Servicios Públicos de Unión General de Trabajadores. De 2008 a 2015 asumió la Secretaria de Políticas Sociales de la Federación de Enseñanza. Es impulsora del documental Las Maestras de la República, Premio Goya 2014 al mejor documental y de la Escuela de Mujeres Dirigentes de UGT (2006-2011).

## Biografía
Su familia procede de Espinosa de los Monteros, municipio burgalés de donde eran su abuelo Celestino Martínez y su padre Juan Manuel Martínez y donde ella, nacida en Madrid, pasó gran parte de su infancia junto a sus seis hermanas y hermanos. Es hermana de la política socialista Carmen Martínez Ten.
Licenciada en Ciencias de la Educación completó sus estudios con un Máster de Género en la Universidad Complutense de Madrid y con cursos de Doctorado en Políticas Sociales y Migraciones en la Fundación Ortega y Gasset.
Es autora de numerosos libros sobre coeducación y de campañas sobre educación en igualdad y coeducación desde la Federación de Enseñanza de UGT.
En 2006 impulsó la Escuela de Mujeres Dirigentes de UGT (2006-2011) liderada por Almudena Fontecha y creada con el objetivo de formar a las mujeres del sindicato en la defensa de las políticas de igualdad en los espacios laborales, en liderazgo y feminismo.
En 2008 fue elegida responsable de Políticas Sociales de FETE-UGT  y a lo largo de su trayectoria profesional y vital ha desarrollado numerosos programas educativos y acciones relacionadas con la educación en valores y coeducación, entre ellos Aula Intercultural y Educando en Igualdad.
Martínez Ten fue la impulsora del proyecto Maestras de la República, documental dirigido por Pilar Pérez Solano ganador del Premio Goya 2014 al mejor documental en el marco de la recuperación de la biografía e historia de las maestras olvidadas de la república momento en el que según Martínez Ten se apostaba por una enseñanza pública, universal, gratuita, laica, bilingüe, solidaria y obligatoria. Por este trabajo, recibió el premio Colectivo 8 de marzo en 2015.
En mayo de 2015 en la nueva Federación de Empleadas y Empleados de los Servicios públicos de UGT fruto de la integración de la Federación de los Servicios Públicos (FSP) y la Federación de Trabajadores de la Enseñanza (FETE) fue elegida Secretaria de la Mujer y de Políticas Sociales.
Durante el mes de noviembre de 2017, Luz Martínez Ten participó junto con el Ayuntamiento de Madrid, en la realización de la muestra Diarios de Libertad: maestras y pedagogas de la II República recuperación de la memoria, en el Centro Cultural Galileo de Madrid.También se llevaron a cabo unas jornadas complementarias que contaron con la presencia de historiadoras especializadas para profundizar en la metodología educativa de la II República. Martínez Ten resaltó el valor de los testimonios de las maestras recogidos en los cuadernos y diarios que se recuperaron gracias a las familias y su conservación en algunas instituciones, museos pedagógicos y fundaciones como el Instituto Escuela.

## Premios y reconocimientos
- En mayo de 2018 fue galardonada con el II Premio Mujeres Progresistas de Retiro otorgado por la asociación de mujeres del mismo nombre  "en reconocimiento a su trayectoria en el ámbito de las políticas de igualdad y la coeducación, sus investigaciones sobre las maestras de la República, y su compromiso con la lucha feminista".[15]
- En 2019 recibió el premio La Mención Maria Pons i Adrover por su trabajo en favor de la igualdad, otorgado por el sindicato UGT dentro de sus premios de 'Menciones Primero de Mayo'.[16]

## Publicaciones
- Guía para la formación en igualdad.
- 2002 El Viaje de Ana: historias de inmigración contadas por jóvenes. Luz Martínez Ten, Claudia Leal, Sandra Bosch. Ed. Consejo de la Juventud de España[17]
- 2006 Educación en valores y ciudadanía: propuestas y técnicas didácticas para la formación integral. Luz Martínez Ten y Martina Tuts.
- 2006 Ni más ni menos.
- 2007 Mi escuela y el mundo. Luz Martínez Ten y Martina Tuts. ISCOD
- 2009 Cómo compartir la vida en igualdad. Luz Martínez Ten y Rosa Escapa. Consejo de las Mujeres de la Comunidad de Madrid.[18]
- 2011 Unidad Didáctica Las Maestras de la República.[19]

- Derechos Humanos, Mujer e Inmigración. Hacia una educación intercultural en el aula. Luz Martínez Ten y Martina Tuts[20]
- Guía de formación para la incorporación de la igualdad en la Administración Pública. Luz Martínez Ten y Rosa Escapa.[21]
- 2008 Guía de formación para la participación social y política de las mujeres. Luz Martínez Ten y Rosa Escapa.[22]
- 2012 Orientaciones para la práctica de la Educación Intercultural. Varios autores/as.[23]
- 2014 La escuela de la república. Memoria de una ilusión. Luz Martínez Ten y Carmen García Colmenares con ilustraciones de María Luisa Vico. Editorial La Catarata. ISBN 9788483199626

Artículos y revistas
- 2013 Los alumnos de origen extranjero: la transición de la escuela al mundo laboral. Anuario de relaciones laborales en España,  2254-3112, Nº. 4,  págs. 274-275
- 2008 Educación e igualdad de género: el papel de la escuela ante la nueva realidad social de las mujeres. Ábaco: Revista de cultura y ciencias sociales,  0213-6252, Nº 55-56, págs. 85-96
- 2005 La educación como respuesta: definición y objetivos de la pedagogía intercultural. Luz Martínez Ten y Jonatan Pozo. Monitor educador,  1139-2339, Nº 107, págs. 13-15